# عبدالرحمن ولید
عبدالرحمن ولید (انگلیسی: Abdurahman Waleed؛ زادهٔ ۲۵ مارس ۱۹۹۴) یک ورزشکار است.